# ایستگاه برق آبی ولگا
ایستگاه برق آبی ولگا (به لاتین: Volga Hydroelectric Station) یک ایستگاه برق آبی در روسیه است که در استان ولگوگراد واقع شده‌است.